# Linda Dallmann
Linda Dallmann (Dinslaken, 2 settembre 1994) è una calciatrice tedesca, centrocampista del Bayern Monaco e della nazionale tedesca.
Con la maglia della nazionale tedesca under 20 si è laureata Campione del Mondo di categoria nell'edizione di Canada 2014.

## Carriera

### Club

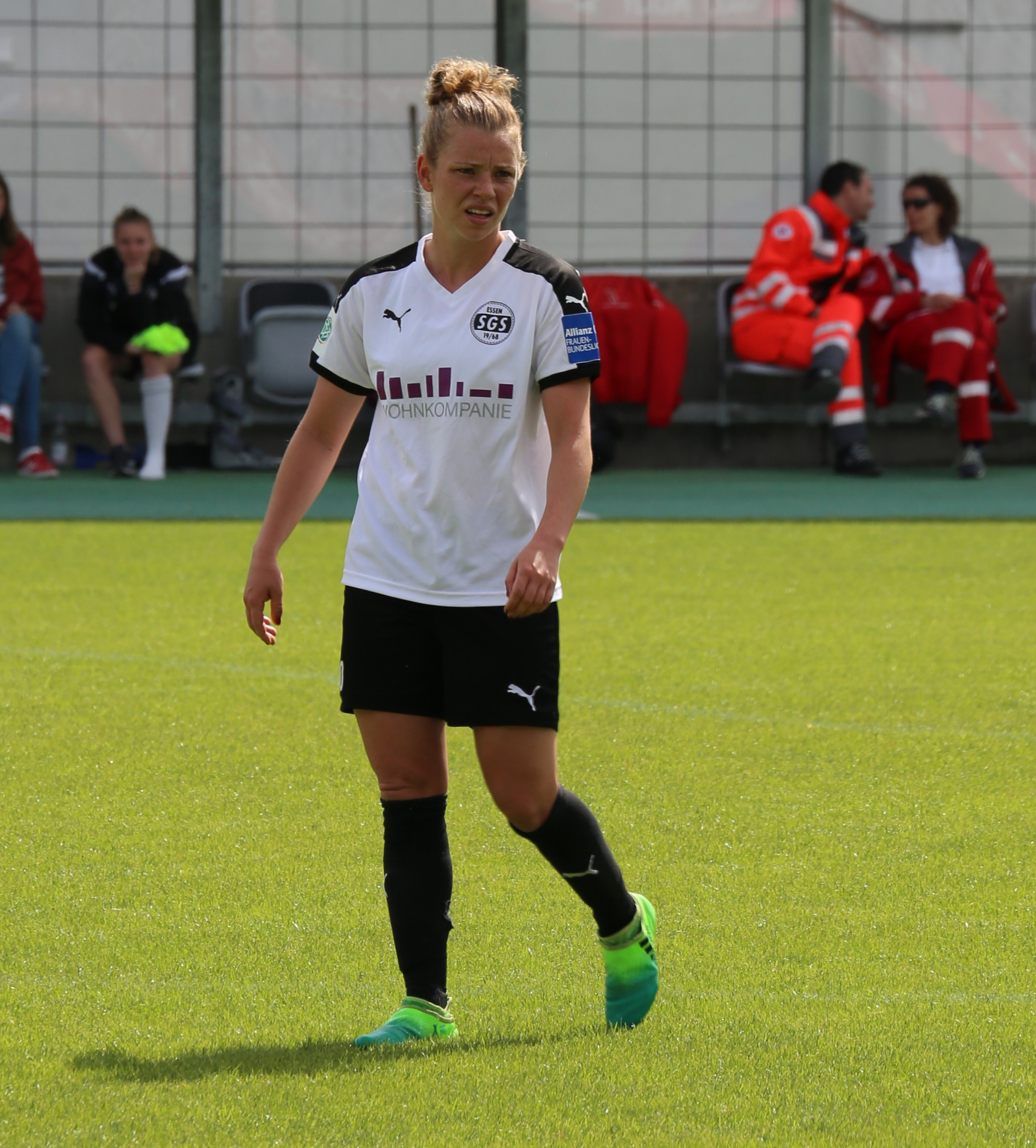
Dallmann durante la partita di Frauen-Bundesliga 2016-2017 vs del 21 maggio 2017.

Linda Dallmann si avvicina al gioco del calcio fin da giovanissima, decidendo di tesserarsi con il STV Hünxe, società della cittadina dove risiede, per trasferirsi poi alla polisportiva PSV Wesel-Lackhausen dove gioca nella loro sezione calcistica fino al 2009.
Nell'estate 2009 trova un accordo con il 2001 Duisburg dove per l'unica stagione giocata con la società di Duisburg, la 2009-2010, viene inserita in rosa nella selezione giovanile B-Jugend.
Trasferitosi l'anno successivo al Bayer Leverkusen, inizia il suo rapporto con la nuova società giocando nella sua sezione giovanile, la B-Juniorinnen, per essere inserita in seguito, grazie alle prestazioni espresse, in rosa con la squadra titolare nella seconda parte del campionato di Frauen-Bundesliga 2010-2011. fa il suo debutto nella massima serie del campionato tedesco di categoria il 6 marzo 2011, in occasione dell'incontro perso 7-1 con il Turbine Potsdam rilevando Eunice Beckmann, in quell'occasione l'unica marcatrice per il Bayer Leverkusen, al 46'. Quella fu l'unica partita dove scese in campo con la prima squadra lasciando la società a fine campionato.
Nell'estate 2011 formalizza il suo passaggio al SGS Essen per giocare con la nuova società dalla stagione entrante e nella quale, il 16 ottobre 2011, sigla la sua prima rete in Bundesliga nella partita contro il Lokomotive Lipsia, quella che al 75' porta il parziale sul 3-0, incontro poi terminato 4-0. Il sodalizio con la società di Essen dura per le stagioni a seguire, superando le 100 partite in campionato nel corso della stagione di Frauen-Bundesliga 2015-2016, contribuendo a far raggiungere alla squadra un'agevole salvezza, miglior risultato il quinto posto raggiunto nelle stagioni 2014-2015 e 2015-2016, e la finale dell'edizione 2013-2014 della DFB-Pokal der Frauen, la Coppa di lega femminile della Germania, persa per 3-0 contro le avversarie dell'1. FFC Francoforte.

### Nazionale
Dallmann inizia ad essere convocata dalla federazione calcistica della Germania (DFB) fin dal 2010, chiamata a rappresentare il proprio paese nelle nazionali giovanili, inizialmente con la under 16, dove viene impiegata in sei incontri amichevoli.
Inserita nella formazione under 17, debutta nella doppia sfida del 14 e 16 dicembre 2010 con le pari età di Israele per essere poi nuovamente impiegata nella fase finale dell'edizione 2011 del Campionato europeo di categoria, condividendo con la squadra il terzo posto nel torneo superando nettamente per 8-2 nella finalina le avversarie dell'Islanda.
Sempre nel 2011 viene convocata nella formazione under 19 dove fa il suo debutto in amichevole il 26 ottobre, nell'incontro dove le tedesche superano la Islanda per 4-0. In seguito, oltre ad essere impiegata in numerose amichevoli, il tecnico Maren Meinert la inserisce in rosa nella squadra impegnata nella fase finale dell'Europeo under 19 di Galles 2013. In quell'occasione deve condividere con le compagne l'eliminazione alle semifinali da parte della Francia, risultato che comunque le consente l'accesso al Mondiale under 20 di Canada 2014.
Meinert, incaricata di selezionare le giocatrici per la nazionale tedesca under 20, la inserisce nuovamente in rosa, impiegandola in tutti i sei incontri disputati dalla squadra che vede conquistare il suo terzo titolo mondiale di categoria.
Per tornare a vestire la maglia della Germania, questa volta della nazionale maggiore, deve attendere il 2016 quando Steffi Jones, fresca dell'avvicendamento alla panchina della nazionale lasciata dalla plurititolata Silvia Neid, la inserisce in rosa nell'incontro del 16 settembre valido per le qualificazioni al campionato europeo dei Paesi Bassi 2017 dove all'Arena Chimki di Chimki la Germania supera per 4-0 la Russia. In seguito Jones la impiega in diverse occasioni, testandola in più amichevoli, convocandola all'edizione 2017 della SheBelieves Cup e inserendola nella lista delle 23 giocatrici impegnate nella fase finale dell'Europeo dei Paesi Bassi 2017 emessa il 30 giugno 2017.

## Statistiche

### Presenze e reti nei club
Statistiche aggiornate al 3 dicembre 2024.
| Stagione                             | Squadra                              | Campionato                           | Campionato | Campionato | Coppe nazionali | Coppe nazionali | Coppe nazionali | Coppe continentali | Coppe continentali | Coppe continentali | Altre coppe | Altre coppe | Altre coppe | Totale | Totale | Totale |
| Stagione                             | Squadra                              | Comp                                 | Pres       | Reti       | Comp            | Pres            | Reti            | Comp               | Pres               | Reti               | Comp        | Pres        | Reti        | Pres   | Reti   |        |
| ------------------------------------ | ------------------------------------ | ------------------------------------ | ---------- | ---------- | --------------- | --------------- | --------------- | ------------------ | ------------------ | ------------------ | ----------- | ----------- | ----------- | ------ | ------ | ------ |
| 2010-2011                            | Bayer Leverkusen                     | FB                                   | 1          | 0          | CG              | -               | -               | -                  | -                  | -                  | -           | -           | -           | 1      | 0      |        |
| 2011-2012                            | SG Essen-Schönebeck                  | FB                                   | 22         | 2          | CG              | 0               | 0               | -                  | -                  | -                  | -           | -           | -           | 22     | 2      |        |
| 2012-2013                            | SGS Essen                            | FB                                   | 21         | 2          | CG              | 1               | 1               | -                  | -                  | -                  | -           | -           | -           | 22     | 3      |        |
| 2013-2014                            | SGS Essen                            | FB                                   | 22         | 6          | CG              | 5               | 3               | -                  | -                  | -                  | -           | -           | -           | 27     | 9      |        |
| 2014-2015                            | SGS Essen                            | FB                                   | 21         | 2          | CG              | 2               | 2               | -                  | -                  | -                  | -           | -           | -           | 23     | 4      |        |
| 2015-2016                            | SGS Essen                            | FB                                   | 22         | 1          | CG              | 2               | 0               | -                  | -                  | -                  | -           | -           | -           | 24     | 1      |        |
| 2016-2017                            | SGS Essen                            | FB                                   | 16         | 2          | CG              | 2               | 0               | -                  | -                  | -                  | -           | -           | -           | 18     | 2      |        |
| 2017-2018                            | SGS Essen                            | FB                                   | 21         | 12         | CG              | 4               | 4               | -                  | -                  | -                  | -           | -           | -           | 25     | 16     |        |
| 2018-2019                            | SGS Essen                            | FB                                   | 12         | 1          | CG              | 1               | 0               | -                  | -                  | -                  | -           | -           | -           | 13     | 1      |        |
| Totale SG Essen-Schönebeck/SGS Essen | Totale SG Essen-Schönebeck/SGS Essen | Totale SG Essen-Schönebeck/SGS Essen | 157        | 28         |                 | 17              | 10              |                    | -                  | -                  |             | -           | -           | 174    | 38     |        |
| 2019-2020                            | Bayern Monaco                        | FB                                   | 21         | 10         | CG              | 1               | 0               | UWCL               | 4                  | 0                  | -           | -           | -           | 26     | 10     |        |
| 2020-2021                            | Bayern Monaco                        | FB                                   | 22         | 6          | CG              | 4               | 1               | UWCL               | 8                  | 3                  | -           | -           | -           | 34     | 10     |        |
| 2021-2022                            | Bayern Monaco                        | FB                                   | 19         | 7          | CG              | 4               | 0               | UWCL               | 6                  | 2                  | -           | -           | -           | 29     | 9      |        |
| 2022-2023                            | Bayern Monaco                        | FB                                   | 11         | 6          | CG              | 3               | 3               | UWCL               | 4                  | 3                  | -           | -           | -           | 18     | 12     |        |
| 2023-2024                            | Bayern Monaco                        | FB                                   | 21         | 7          | CG              | 5               | 0               | UWCL               | 5                  | 0                  | -           | -           | -           | 31     | 7      |        |
| 2024-2025                            | Bayern Monaco                        | FB                                   | 10         | 1          | CG              | 2               | 1               | UWCL               | 4                  | 1                  | SdF         | 1           | 0           | 17     | 3      |        |
| Totale Bayern Monaco                 | Totale Bayern Monaco                 | Totale Bayern Monaco                 | 104        | 37         |                 | 19              | 5               |                    | 31                 | 9                  |             | 1           | 0           | 155    | 51     |        |
| Totale carriera                      | Totale carriera                      | Totale carriera                      | 262        | 65         |                 | 36              | 15              |                    | 31                 | 9                  |             | 1           | 0           | 330    | 89     |        |

## Palmarès

### Club
- Campionato tedesco: 2

Bayern Monaco: 2022-2023, 2023-2024
- Supercoppa di Germania: 1

Bayern Monaco: 2024

### Nazionale
- Campionato mondiale under 20: 1

2014